# 2182 Semirot
2182 Semirot eller 1953 FH1 är en asteroid i huvudbältet, som upptäcktes 21 mars 1953 av Indiana Asteroid Program vid Indiana University Bloomington med Goethe Link Observatory. Asteroiden har fått sitt namn efter astronomen Pierre Sémirot.
Asteroiden har en diameter på ungefär 24 kilometer och den tillhör asteroidgruppen Themis.